# 1519 en science
| Années de la science : 1516 - 1517 - 1518 - 1519 - 1520 - 1521 - 1522    |
| Décennies de la science : 1480 - 1490 - 1500 - 1510 - 1520 - 1530 - 1540 |

Cet article présente les faits marquants de l'année 1519 en science.

## Événements

Carte de la route de Cortés jusqu'à Mexico-Tenochtitlan.

- 22 avril : Hernán Cortés débarque au Mexique près de l'actuelle Veracruz[1].
- 16 août : l'expédition d'Hernán Cortés entame sa marche vers l'intérieur du Mexique contre le royaume de Tlaxcala[1].
- 20 septembre : l'expédition autour du monde de Fernand de Magellan, formée de cinq navires, quitte Sanlúcar de Barrameda en Espagne. Le 13 décembre elle ancre dans la baie de Santa Lucia, l'actuel Rio de Janeiro[2].
- Octobre : l'expédition de Hernán Cortés passe devant les volcans de Popocatepetl et Ixtaccíhuatl. Diego de Ordás, un des capitaines de Cortés, avec neufs compagnons d'armes et plusieurs indiens, gravit le sommet du Popocatepetl en activité[3],[4].
- 8 novembre: Hernán Cortés entre à Tenochtitlan, la capitale aztèque[1].

- Vers 1519 : Jorge Reinel porte pour la première fois une échelle de longitudes (non mesurées) sur un portulan[5].

## Publications
- Publication de l'Atlas Miller réalisé par Lopo Homem et Jorge Reinel. Les Amériques forment une seule terre mais le Brésil et l’Extrême-Orient sont accrochés au continent austral[6].
- Martín Fernández de Enciso : Suma de Geografía, cartographie du monde connu et traité de navigation[6]. On y trouve la première évocation du Kilimandjaro.

## Naissances

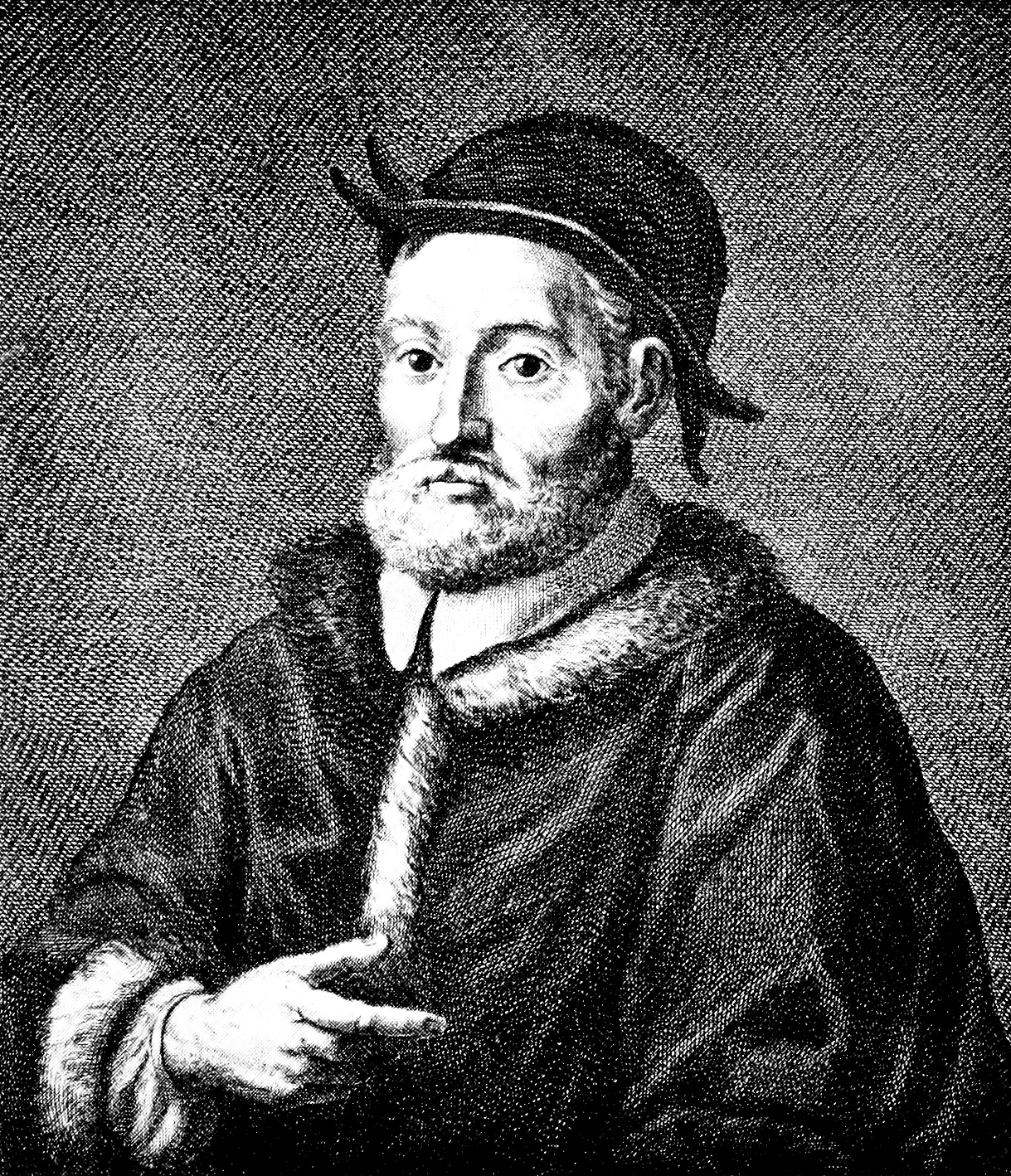
Andrea Cesalpino

- 6 juin : Andrea Cesalpino (mort en 1603), philosophe, médecin, naturaliste et botaniste italien.

## Décès
- 2 mai : Léonard de Vinci (né en 1452), artiste et scientifique italien.

- Vasco Núñez de Balboa (né en 1475), conquistador espagnol.